# Атілій Фортунатіан
Атілій Фортунатіан (*Atilius Fortunatianus, кінець III ст. —поч. IV ст.) — давньоримський граматик, метрик.

## Життєпис
Походив з роду Атіліїв з Мавретанії. Про його життя нічого невідомо. Знаний як автор підручника метрики, який присвячено одному з учнів Фортуніата, який був сенатором. Завданням було надати основні настанови з метрики. Частина присвячена метриці Горація («Ars Fortunatiani»).
Твір Фортунатіана на думку більшості дослідників схожий на загальний вступ до викладу самого предмета, демонструє тісний зв'язок з працями Цезія Басса і Юби Мавретанського, разом з якою воно закріпилося в рукописній традиції.